# Диоскорид
Педа́ний Диоскори́д (Педа́ний Диоскури́д) (греч. Πεδάνιος Διοσκορίδης, лат. Pedanius Dioscurides; родился около 40 года, Аназарб, Малая Азия, Римская империя — умер около 90 года, провинция Киликия, Римская империя) — древнегреческий военный врач, фармаколог и натуралист. Считается одним из отцов ботаники и фармакогнозии. Автор работы Περὶ ὕλης ἰατρικῆς («О лекарственных веществах»), более известной в Западной Европе под латинским названием «De materia medica» — одного из самых полных и значительных собраний рецептов лекарственных препаратов, дошедших до наших дней.

## Биография

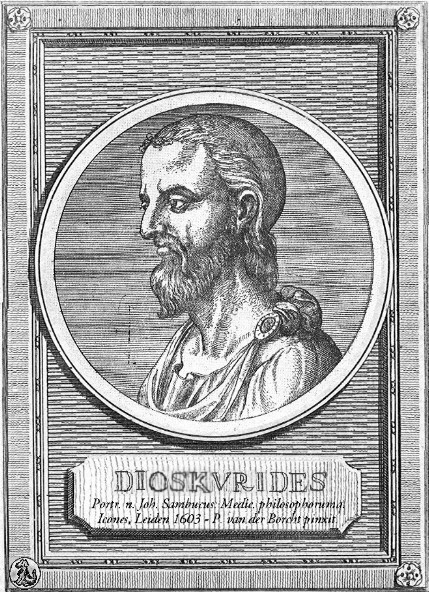

Грек по происхождению, Диоскорид много странствовал вместе с римской армией при императоре Нероне, занимаясь военной медициной, коллекционированием и определением растений и других медицинских веществ различного происхождения.

## «О лекарственных веществах»
Исследователи Даниэль Леклерк, Иоганн Альберт Фабрициус и Курт Шпренгель уверены, что работа «О лекарственных веществах» (др.-греч. Περὶ ὕλης ἰατρικῆς, лат. De materia medica) была закончена в 77—78 годах нашей эры. В её основу были положены рецепты из ещё более древних собраний греческого врача и фармаколога Кратеуаса, который был личным врачом понтийского царя Митридата VI Евпатора около 100 года до нашей эры.
Работа содержит описания более 1000 различных медицинских препаратов, в том числе 813 растительного, 101 животного и 102 минерального происхождения, и состоит из пяти книг:
1. Специи, масла, мази и деревья, а также соки, смолы и фрукты.
2. Животные, мёд, молоко, жиры, зёрна и овощи.
3. Корни, соки, травы и семена.
4. Остальные травы и корни.
5. Вина и металлы.

Автор сгруппировал описания по морфологическим признакам. Для многих веществ указал места распространения и нахождения, привёл синонимы на разных языках, изложил способы добывания и приготовления лекарственных средств, привёл сведения о ряде химических процессов. До открытия Нового Света, а с ним и новых растений и других видов фармакологических веществ, «De materia medica» считалась основным и полным источником по ботанике и фармакологии. Описания Диоскорида, в отличие от описаний Плиния Старшего, свободны от грубых ошибок, предрассудков и магических толкований. Многие из названий растений, которые используются сегодня, были взяты Карлом Линнеем из произведений Диоскорида.
Диоскоридом впервые описано важнейшее практическое достижение греко-египетских алхимиков — явление амальгамирования металлов.
Фармакологические рецепты Диоскорида упоминаются в трудах Галена, Авиценны и всех врачей Средневековья. Дословное воспроизведение некоторых записей Диоскорида у Плиния, возможно, указывает на использование одних и тех же источников.
Допетровская Русь познакомилась с полными трудами Диоскорида в XVII веке.

## Венский Диоскорид и другие справочники
В отличие от многих античных авторов, труды Диоскорида не нуждались в повторном «открытии» в эпоху Ренессанса, поскольку никогда не исчезали из круга профессионального интереса. На протяжении 1500 лет они неоднократно переписывались с добавлением иллюстраций, комментариев, вставок из арабских и индийских источников. Многие из таких манускриптов, самые ранние из которых относятся к V—VII векам нашей эры, сохранились до наших дней. Самый известный из них — Венский Диоскорид (создан в начале VI века для Аникии Юлианы), хранящийся в Австрийской национальной библиотеке. Благодаря 435 тщательно выполненным рисункам растений и животных Венский Диоскорид представляет не только научный, но и художественный памятник, образец византийского стиля.
| |  |  |
| Страницы из Венского Диоскорида с описанием и иллюстрациями подорожника азиатского (Plantago asiatica), гадючьего лука хохлатого (Muscari comosum) и сойки (Garrulus glandarius) |  |  |

## Память

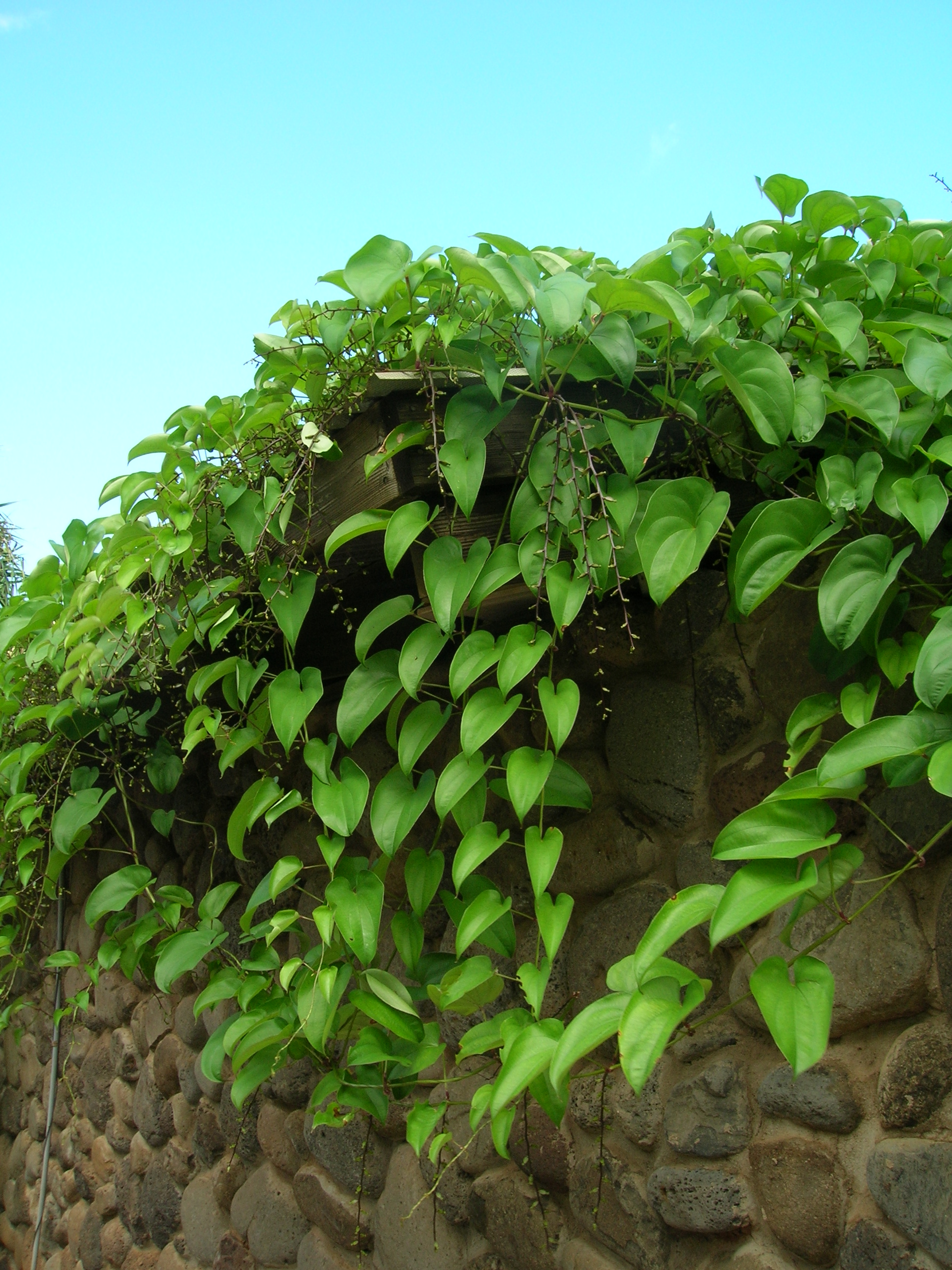
Dioscorea alata

В честь Диоскорида названо несколько родов растений
- Диоскорея (Dioscorea L.) из семейства Диоскорейные,
- Диоскореофиллум (Dioscoreophyllum Engl.) из семейства Луносемянниковые,
- Диоскоридея (Dioscoridea Bronner) из семейства Виноградные.